# Миусское кладбище
Миусское кладбище — кладбище на севере Москвы в районе Марьина Роща. Площадь составляет около 6 гектаров.

## История

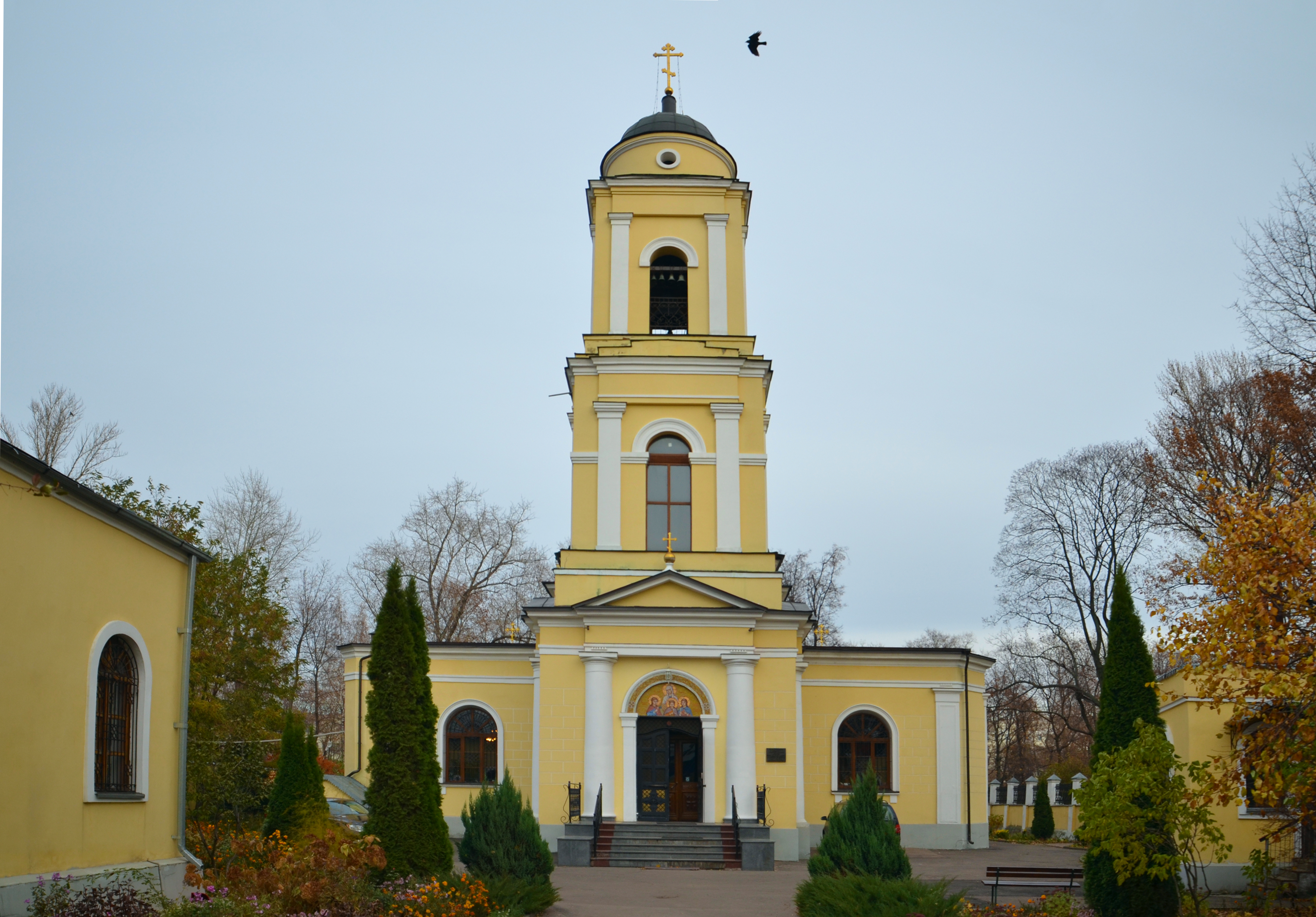
Церковь Миусского кладбища

Миусское кладбище (изначально называвшееся Дмитровским) — самое маленькое, самое скромное и хуже всех сохранившееся «чумное» кладбище Москвы.
Основано во время эпидемии чумы в 1771 году за Камер-Коллежским валом, близ места Миусы (отсюда его нынешнее название с середины XIX века). Умерших от этой болезни по приказу хоронили за тогдашней городской чертой. На кладбище позднее хоронили в основном церковных служителей и членов их семей, купцов, ремесленников и мещан из соседних Марьиной Рощи и Бутырок.
В 1823 году на средства купца И. П. Кожевникова взамен деревянной построена каменная церковь Веры, Надежды, Любови и Софии (архитектор — А. Ф. Элькинский). В 1835 году по сторонам пристроены приделы Знамения и Митрофана Воронежского — на средства гвардии прапорщицы А. А. Нероновой.
В 1912 году расширена трапезная — прибавлены северо-западный и юго-западный углы, построены колокольня и богадельня. В храме неоднократно совершал богослужение патриарх Тихон.
С 1922 года (по другим данным, с 1934 года) по 1990 год богослужения в храме не велись.
Адрес храма: Москва, ул. Сущёвский Вал, владение 19.
В советский период захоронения в северо-западной части и на прихрамовой территории были полностью уничтожены. Уже в позднее время, в 1994 г., неизвестные разграбили более 100 могил, а в ночь с 13 на 14 сентября 2002 г. другие вандалы повредили еще около 400 надгробий.

## Захоронения выдающихся личностей
На кладбище были похоронены:
- Дзига Вертов (1896—1954) — выдающийся советский кинорежиссёр и сценарист, один из основателей и теоретиков мирового документального кино. В 1954 году был похоронен на Миусском кладбище рядом с матерью, в 1967 году перезахоронен на Новодевичьем кладбище (участок № 6).[3]
- Кир Булычёв (1934—2003) — известный писатель-фантаст, автор сценариев к множеству кино- и мультипликационных фильмов, среди которых «Гостья из будущего» и «Похищение чародея», а также мультфильм «Тайна третьей планеты».
- Веткина, Инна Ивановна (1927—1995) — писательница и сценарист, автор сценариев к фильмам «Приключения Буратино», «Про Красную Шапочку», «Проданный смех».
- Татарский, Александр Михайлович (1950—2007) — известный режиссёр-мультипликатор. Автор мультфильмов «Пластилиновая ворона», «Падал прошлогодний снег», «Следствие ведут Колобки», «Братья-Пилоты» и др.
- Гаркалин, Валерий Борисович (1954—2021) — артист театра и кино, педагог.
- Щербакова, Галина Николаевна (1932—2010) — советская и российская писательница и сценарист, автор сценария художественного фильма «Вам и не снилось».
- Пельпор, Дмитрий Сергеевич (1917—1996) — известный учёный в сфере разработки систем автоматического управления, гироскопической стабилизации и навигации. Доктор технических наук, профессор.
- Романов, Николай Яковлевич (1908—1991) — советский актёр театра и кино, мастер эпизода, наиболее известен по роли Шефа в популярной комедии «Бриллиантовая рука».
- Рыцарев, Борис Владимирович (1930—1995) — советский кинорежиссёр и сценарист, создатель «Волшебной лампы Аладдина» и целого ряда других киносказок.
- Немировский, Александр Иосифович (1919—2007) — историк Древнего Рима и этрусской культуры, доктор исторических наук, педагог, поэт, прозаик и переводчик. Автор более чем 50 книг стихов, исторических романов, учебных пособий и научных монографий.
- Смирнова, Кира Петровна (1922—1996) — советская и российская артистка эстрады, пародистка, исполнительница лирических песен и романсов, актриса.